# Bryan Garnica
Bryan Eduardo Garnica Cortéz (sinh ngày 27 tháng 5 năm 1996) là một cầu thủ bóng đá người México hiện tại thi đấu cho Club Atlas